# المعقل (عمد)

تعديل مصدري - تعديل

المعقل هي إحدى قرى  بمديرية عمد التابعة لمحافظة حضرموت، بلغ تعداد سكانها 482 نسمة حسب تعداد اليمن لعام 2004.